# Lee Jin-ok
Lee Jin-ok (nome original em coreano:  이 진옥; nascido em 18 de novembro de 1961) é um ex-ciclista olímpico sul-coreano. Jin-ok representou a sua nação durante os Jogos Olímpicos de Verão de 1984, 1988 e nos Jogos Asiáticos de 1986.